# Dominikaneränka

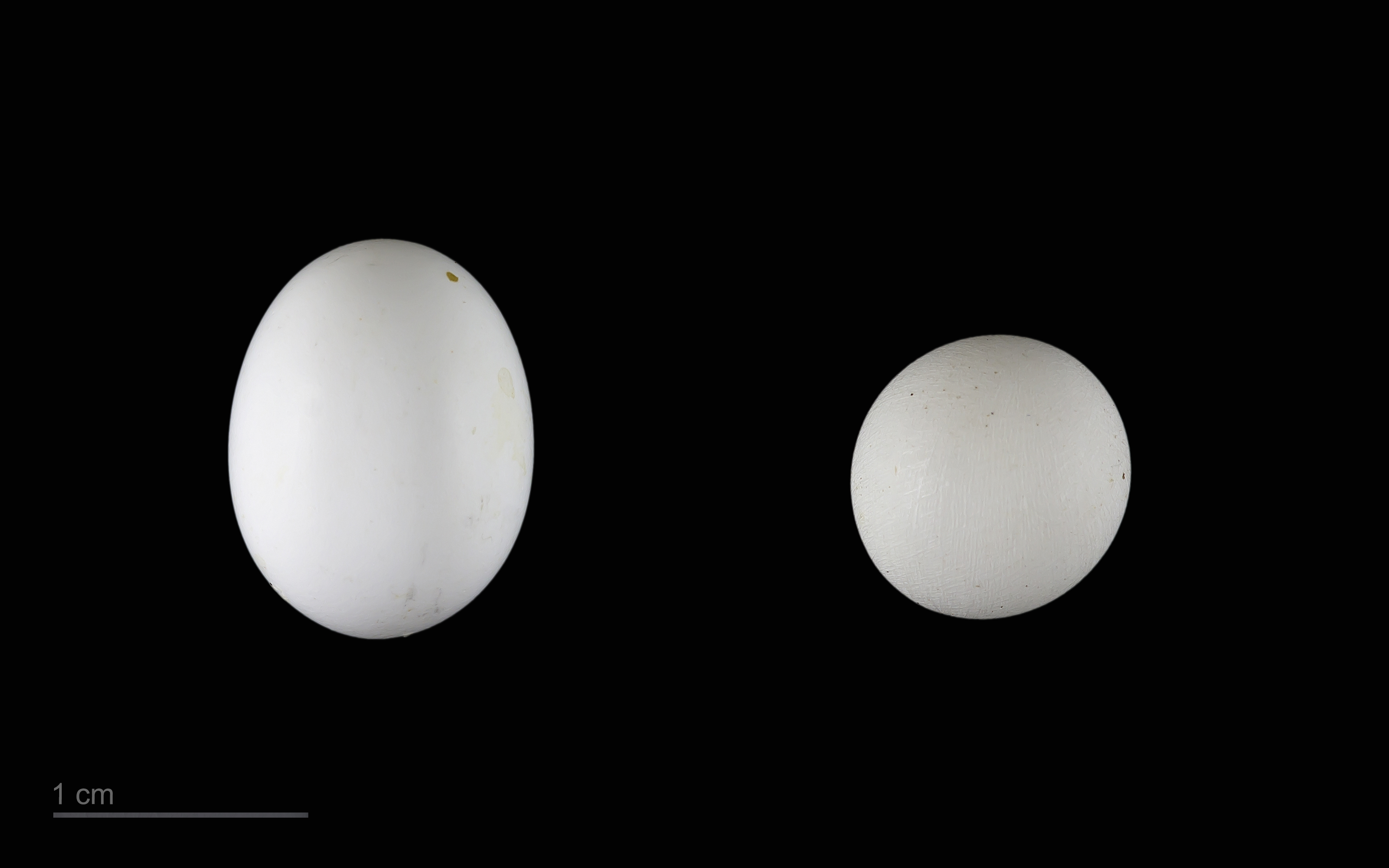
Vidua macroura + Lonchura cucullata

Dominikaneränka (Vidua macroura) är en svartvit fågel i familjen änkor inom ordningen tättingar där hanen har uppseendeväckande förlängda stjärtfjädrar. Den förekommer naturligt i Afrika men har införts av människan i ett flertal länder. Arten är liksom alla i familjen änkor boparasiter.

## Utseende och läten
Dominikaneränkan är en 12-13 cm lång rödnäbbad fågel, exklusive de ytterligare 20 cm långa stjärtpennorna hos hanen i häckningsdräkt. Fjäderdräkten är hos denna svart på rygg, hjässa och stjärt, mörkbrun med vita fläckar på vingarna och undersidan vit. Hona och hane utanför häckningstid är brunstreckad ovan, vitaktig under med beigefärgade flanker och i ansiktet tecknad svart och beige. Ungfågeln liknar honan men är mer enfärgad och har gråaktig näbb.

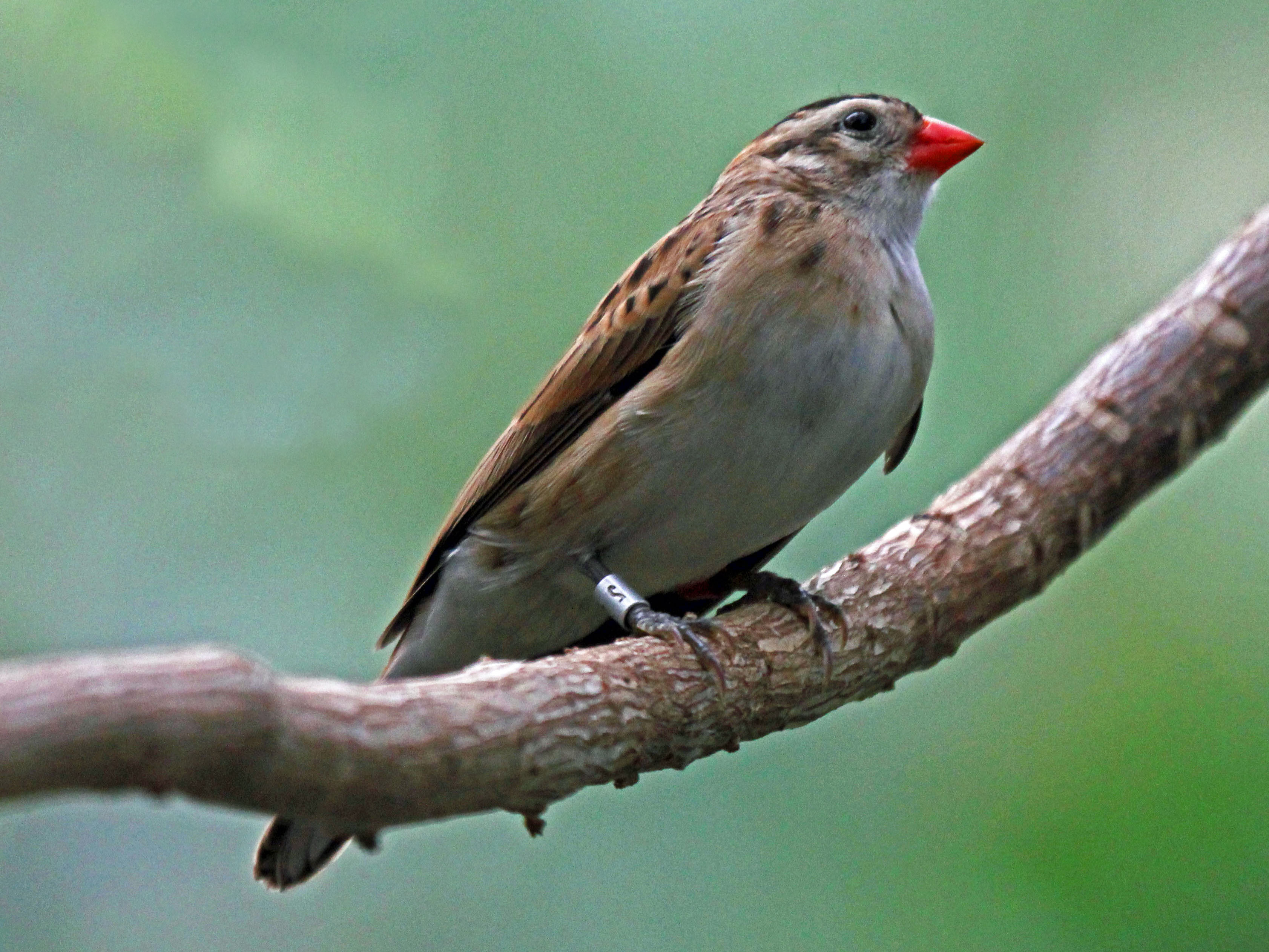
Hona.

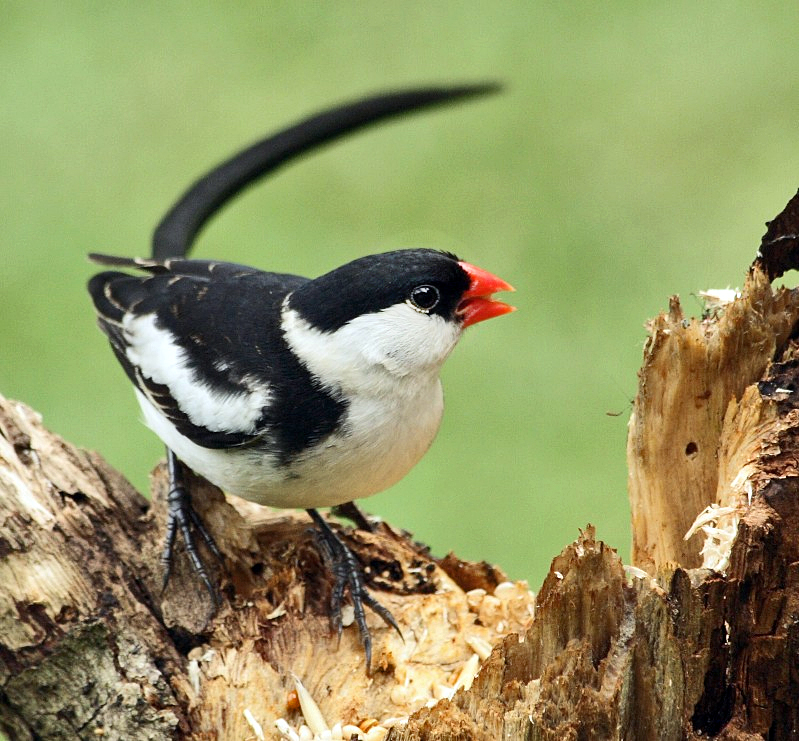
Hane.

## Utbredning och systematik
Fågeln är vida spridd i Afrika söder om Sahara, från södra Mauretanien österut till Eritrea och söderut till Sydafrika. Arten har introducerats till Puerto Rico, Singapore och USA (Kalifornien och Florida). Sedan 2018 anses den även etablerad i Portugal, kring Aveiro. Den behandlas som monotypisk, det vill säga att den inte delas in i några underarter. Arten har observerats i Sverige, men det har bedömts osannolikt att den nått landet på naturlig väg.

## Levnadssätt
Dominikaneränkan hittas i gräsrika och öppna buskrika miljöer, våtmarker, odlingsfält, trädgårdar och till och med stadsparker. Den lever mestadels av små gräsfrön som den plockar på marken, men även flygande termiter. Arten är stannfågel men rör sig möjligen säsongsvis till torrare områden.
Dominikaneränkan har ett polygamt häckningsbeteende med flera honor för varje hane. Hanen utför en utstuderad uppvaktningsflykt där den ryttlar ovanför honan för att visa upp den korta stjärten. Sången som levereras från en hög sittplats består av snabba spinnande och gnisslande läten.
Liksom övriga änkor är den en häckningsparasit som i södra och östra Afrika enbart parasiterar på helenaastrild, i västra Afrika där helenaastrilden inte häckar på andra Estrilda-arter. Olikt göken förstör den inte värdfågelns ägg. Vanligtvis lägger den två till fyra ägg som är likt värdfågeln vita.

## Status och hot
Arten har ett stort utbredningsområde och en stor population med stabil utveckling och tros inte vara utsatt för något substantiellt hot. Utifrån dessa kriterier kategoriserar internationella naturvårdsunionen IUCN arten som livskraftig (LC). Världspopulationen har inte uppskattats men den beskrivs som ovanlig.